# Şahika Ercümen
Şahika Ercümen, née le 16 janvier 1985 à Çanakkale en Turquie, est une championne turque d'apnée. Depuis le 23 juillet 2014, elle est la détentrice du record d'apnée en poids variable, avec 91 mètres. En 2011, avec 110 mètres, elle établissait la plus longue distance horizontale en apnée sous la glace.

## Biographie
Elle fait ses études à l'école primaire de Gazi et poursuit à l'école secondaire dans sa ville natale. Pour son enseignement supérieur, elle déménage à Ankara et obtient un diplôme en diététique du département de nutrition et de diététique de la faculté des sciences de la santé de l'université de Başkent (en).
Sa pratique des sports sous-marins commence avec la plongée sous-marine et le rugby subaquatique. Pendant douze ans, elle s'intéresse à diverses branches des sports sous-marins et est membre de quatre équipes nationales, depuis 2001. Elle participe aux équipes nationales de hockey subaquatique, de rugby subaquatique, de course d'orientation sous-marine (en) et d'apnée dans les championnats du monde et d'Europe.